# Полтавский художественный музей
Полта́вский худо́жественный музе́й (укр. Полтавський художній музей) — государственный музей в Полтаве. В собрании — произведения искусства, а также многочисленная этнографическая коллекция.

## История музея
В основе собрания — подаренная родному городу коллекция художника-передвижника Н. А. Ярошенко, прибывшая в Полтаву в 1917 году. Она включала 100 живописных произведений и 23 рабочих альбома самого художника, а также значительное количество работ друзей и коллег по Товариществу передвижных художественных выставок, в частности, И. Шишкина, В. Поленова, В. Маковского, И. Репина, В. Максимова и др.
Полтавский художественный музей открыт 27 апреля 1919 года и первоначально носил статус картинной галереи. Его основатель, впоследствии известный украинский археолог и музеевед Михаил Яковлевич Рудынский, именовал его «Музеем искусств».
Решение о создании музея было принято после создания в городе Комитета охраны памятников старины и искусства на Полтавщине, когда в руках общественности сосредоточились художественные ценности из национализированных имений Кочубеев (Диканька), Галаганов (Сокиринцы), Капнистов (Обуховка), Репниных (Яготин). Помещением музея стал бывший особняк помещика Болюбаша, построенный в 1912 году по проекту известного архитектора Павла Алёшина и расположенный в тихом уголке Полтавы по улице Спаской, 11.
Через полтора года музей был превращён в художественный отдел нынешнего Краеведческого музея, а с 1934 года, после предпринятой попытки ликвидации, разместился в его здании, заняв девять залов первого этажа. Согласно постановлению СНК Украины от 7 марта 1939 года ему был возвращён статус самостоятельного, теперь уже областного, художественного музея.
Накануне второй мировой войны собрание насчитывало около 30 тысяч экспонатов.
Во время оккупации экспозиционная часть осталась невывезенной и почти полностью погибла, уцелели только эвакуированные фонды. Архивы музея не сохранились, и сегодня только благодаря путеводителю М. Я. Рудынского можно представить масштабы потерь. Среди них — и богатая коллекция западноевропейской живописи, в которую входили произведения Д. Тьеполо, П. Рубенса, М. Хондекутера, А. Остаде, Э. Виже-Лебрён и др., и произведения украинских живописцев XVII—XVIII веков, и лучшие работы мастеров русской школы XIX—XX веков, и многое другое.
В ноябре 1944 года, когда Полтава пребывала ещё в сплошных руинах, художественный музей возобновил свою работу.
В 1951 году музей вернулся в восстановленное собственное здание. В послевоенный период сотрудники музея приложили максимум усилий для восполнения утраченной коллекции. Она действительно заметно возросла и сейчас вместе с сохранившимися 4187 экспонатами составляет более 9 тыс. единиц хранения.
В связи с неудовлетворительным техническим состоянием когда-то наспех отремонтированного здания, (технический вывод Полтавского филиала Госстрой Украины «НИИпроектреконструкция», февраль 2000 года) Полтавский художественный музей по решению Полтавского городского совета от 11 апреля 2000 года переведён в помещение Галереи искусств по улице Фрунзе, где экспозиция заняла две отдельные анфилады первого этажа.

## Музей на современном этапе
На новом месте полностью сохранён принцип хронологического построения экспозиции. В левой анфиладе — произведения искусства Западной Европы — живопись, скульптура, декоративная пластика, фарфор. Среди уникальных — работы Лукаса Кранаха Младшего, Д. ван Равестейна, Клары Петерс, М. де Хондекутера, М. Баччарелли, Ж. Б. Грёза, Ф. Гварди и др. В правой — работы украинских и русских художников, образцы церковной утвари XVII—XVIII веков, скульптура, мебель.
В коллекции музея представлена как портретная так и пейзажная живопись. Среди известных портретистов, чьи работы находятся в музее, художники В. Л. Боровиковский, Ф. К. Лампи (Портрет неизвестного), Д. Доу (Портрет В. В. Орлова-Денисова), И. К. Зайцев (автопортрет), И. Ю. Репин (Женский портрет, 1887), М. В. Нестеров (Портрет Н. А. Ярошенко, 1897). Пейзажная живопись представлена работами В. Д. Поленова ("Осень в Абрамцево"), И. И. Левитана ("Водяная мельница" и "Ранняя весна", 1892),  Н. Н. Дубовского ("Притихло",1890), М. А. Фёдоровой ("Вечер"), В. Казанцева ("Ноябрь").
В двух отдельных залах экспонируются работы Н. А. Ярошенко. Особо интересен автопортрет с парным к нему портретом жены, Марии Павловны; также представляют ценность кавказские пейзажи, портреты современников, этюды к известным работам.
В музее также хранятся интересные миниатюры XVII—XIX веков французского мастера Бернарда (портреты Наполеона, Жозефины, Марии-Луизы), миниатюристов из Германии и Австрии Г.Фюгера, К. Ф. Кепке, А.Антрейтера. Декоративно-прикладное искусство Китая, Японии, Ирана, Турции, Франции и Германии представлено коллекциями изделий из фарфора, камня, металла, тканей. Наиболее значительными являются коллекции фарфора саксонского, севрского, венского заводов XVIII—XIX веков.
На современном этапе своего существования музей широко использует преимущества нового помещения, в частности большой выставочный зал, проводит масштабные тематические фондовые выставки, дающие горожанам возможность лучше ознакомиться с его коллекцией, а самому музею популяризировать своё собрание и искусство в целом.

## Ограбление 1997 года
К сожалению, в 90-е годы XX века музей не избежал участи многих других провинциальных музеев Украины. 18 марта 1997 года грабители в масках вынесли из музея две ценные картины: «Натюрморт (завтрак)» работы фламандской художницы Клары Петерс (1612) и «Ночной бой турков с крестоносцами» Эжена Делакруа (1848). Но в отличие от картин, похищенных из Черниговского художественного музея, у этих картин оказалась более счастливая судьба. В ноябре 1997 года полиция Манчестера совместно с Интерполом провела операцию по задержанию гражданина Украины и четырёх граждан Великобритании при попытке сбыть краденые картины. Обе картины были возвращены музею.